# Instellingen van de Europese Unie
De Europese Unie heeft zeven instellingen: het Europees Parlement, de Europese Raad, de Raad van de Europese Unie, de Europese Commissie, het Hof van Justitie van de Europese Unie, de Europese Centrale Bank en de Europese Rekenkamer.

## Geschiedenis

### De eerste instellingen
De meeste belangrijke instellingen van de Europese Unie bestaan al sinds de oprichting van de Europese Gemeenschap voor Kolen en Staal in de jaren ’50. De EGKS werd opgericht om de bevoegdheden over de markt voor kolen en staal (de belangrijkste grondstoffen om in die tijd een oorlog te beginnen) onder één gezag te brengen. Zo moest een nieuwe oorlog vermeden worden. De belangrijkste instelling werd de ‘Hoge Autoriteit’. Dit was een onafhankelijke uitvoerende macht. Om de door de Hoge Autoriteit gemaakte wetten te handhaven werd er een Hof van Justitie opgericht.
Om tegengewicht te bieden aan de macht van de Hoge Autoriteit werd tijdens de onderhandelingen ook beslist om nog twee andere instellingen op te richten. De eerste was de ‘Gemeenschappelijke Vergadering’, samengesteld uit 78 nationale parlementsleden, die toezicht moest houden op de Hoge Autoriteit. De tweede was de Raad van Ministers, die moest zorgen voor harmonisatie van het beleid van de Hoge Autoriteit en het economische beleid van de regeringen.
Met het Verdrag van Rome in 1957, werden naast de EGKS ook nog de Europese Economische Gemeenschap en Euratom (voor samenwerking op vlak van kernenergie) opgericht. Deze drie deelden hetzelfde Hof van Justitie en Parlement, maar hadden een verschillende Raad en Hoge Autoriteit.
Door het Fusieverdrag in 1967 kregen deze drie (vanaf toen werden ze samen de Europese Gemeenschappen genoemd) ook dezelfde Raad en Hoge Autoriteit.
Normaal gezien moest volgens de Verdragen van Rome de Gemeenschappelijke Vergadering rechtstreeks verkozen worden. Dit werd echter vertraagd door de Raad tot 1979. Ondertussen was de Gemeenschappelijke Vergadering ook al van naam veranderd naar Parlementaire Vergadering en uiteindelijk naar Europees Parlement.
Door de daaropvolgende verdragen kreeg het Europees Parlement ook alsmaar meer macht. Het Verdrag van Maastricht gaf de Raad wel nog een sleutelrol in de tweede en de derde pijler van de Europese Unie (de meer intergouvernementel pijlers), maar in de daaropvolgende verdragen werd die rol verminderd ten voordele van het parlement.
Ook de Europese Commissie moest meer en meer rekenschap afleggen aan het Parlement: in 1999 dwong het Parlement de Commissie-Santer tot aftreden en dwong in 2004 een herschikking af van de voorgestelde Commissie-Barroso I.
In 2009  werd door het Verdrag van Lissabon de pijlerstructuur afgeschaft en werden bijna alle bevoegdheden onder de medebeslissingsprocedure gebracht. Bij de medebeslissingsprocedure (die hernoemd werd naar ‘gewone wetgevingsprocedure’) moeten zowel de Raad als het Europees Parlement hun goedkeuring moeten geven.

### De komst van de Europese Raad
De eerste Europese Raden werden gehouden in Februari en Juli 1961 (respectievelijk in Parijs en in Bonn). Het waren informele bijeenkomsten van de leiders van de Europese Gemeenschap. Deze kwamen er op voorstel van toenmalig Franse President Charles de Gaulle, die de dominantie van de andere (supranationale) instellingen te groot vond.
Deze bijeenkomsten werden pas formeel in de periode tussen 1974 en 1988. De Franse president Valéry Giscard d'Estaing vond namelijk dat de Europese leiders op regelmatige basis moesten bijeenkomen. In 1987 werd het voor eerst vermeld in de Europese verdragen (in de Europese Akte) en kreeg pas een afgebakende rol in het Verdrag van Maastricht.
Pas in 2009, met het Verdrag van Lissabon werd de Europese Raad een officiële instelling. Ook werd beslist dat er een permanente voorzitter moest komen. Daarvoor was dat de regeringsleider van het land dat ook de Raad van de Europese Unie voorzat.

## Politieke instellingen

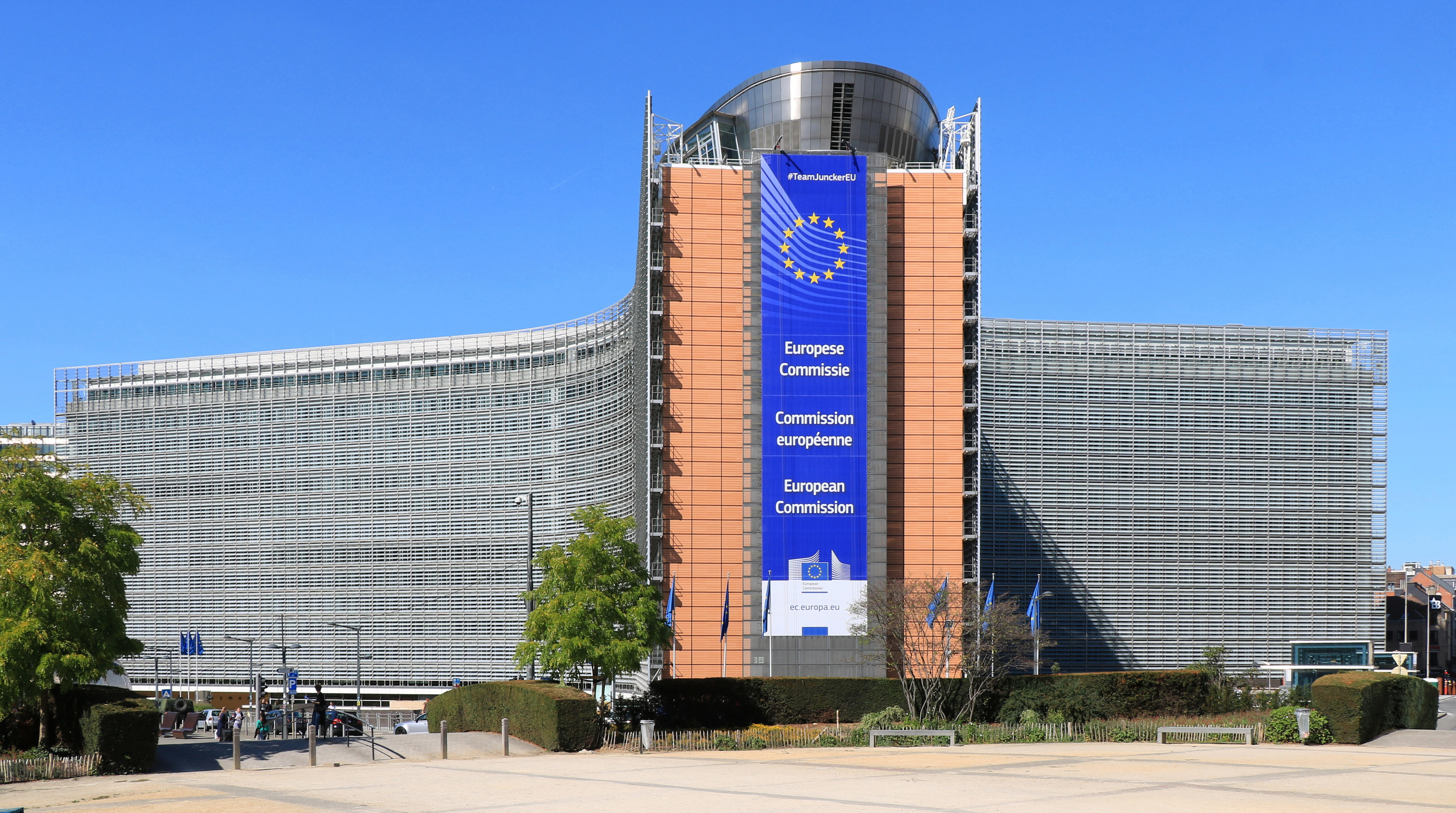
Hoofdkwartier van de Europese Commissie in Brussel (Berlaymontgebouw).

Er zijn vier politieke instellingen. Drie ervan vormen de wetgevende en de uitvoerende macht van de Europese Unie. De Raad van de Europese Unie vertegenwoordigt de regeringen van de lidstaten, het Europees Parlement de Europese burgers en de Europese Commissie moet het Europees belang behartigen. De Europese Commissie is de enige instelling die wetsvoorstellen mag doen. Maar het Parlement en de Raad kunnen de Europese Commissie wel verzoeken om een bepaalde wet te maken.
Als de Europese Commissie eenmaal een wetsvoorstel heeft uitgewerkt moeten normaal gezien (bij de gewone wetgevingsprocedure) zowel de Raad als het Parlement hun goedkeuring geven.
Ten slotte is er de Europese Raad, de bijeenkomst van staatshoofden en regeringsleiders, die de krijtlijnen van het Europese beleid uitzet.

### Europese Commissie

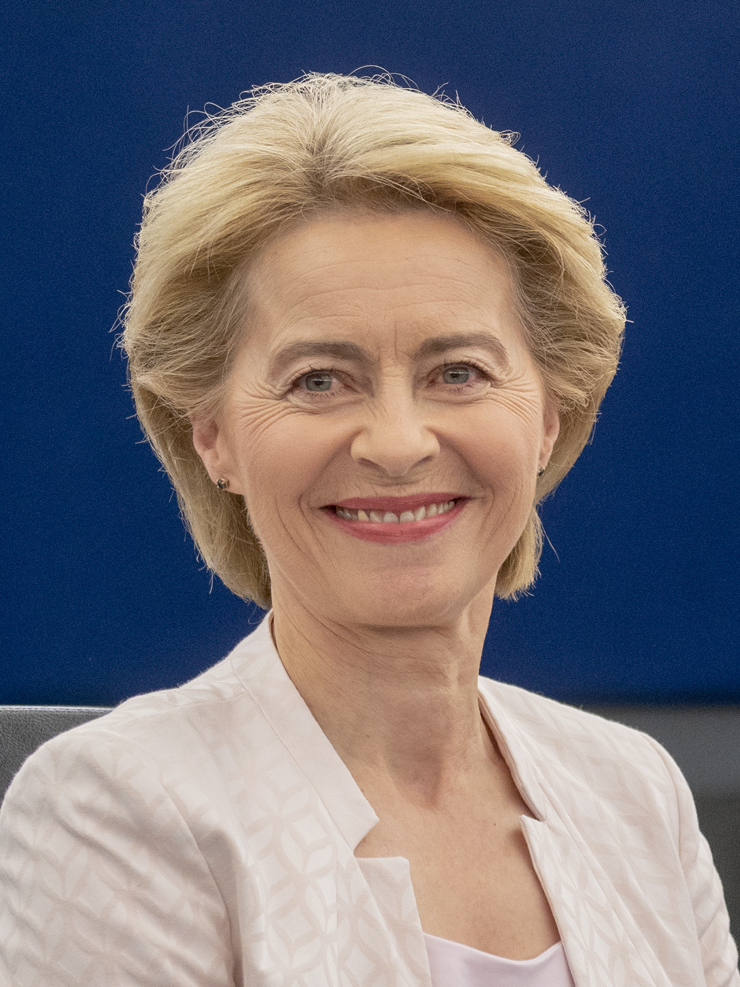
Voorzitter van de Europese Commissie: Ursula von der Leyen.

De Commissie is samengesteld uit één commissaris uit elke lidstaat, maar deze worden verondersteld om in het algemeen belang te werken. De Commissie zorgt voor het dagelijks bestuur van de Europese Unie. De Commissie is ook de enige instelling die wetsvoorstellen mag doen (monopolie op wetgevend initiatiefrecht). De Commissie moet ook in de gaten houden of de lidstaten de Europese regelgeving wel correct hebben omgezet in hun eigen nationale wetgeving. Als dit niet het geval is kan de Commissie naar het Hof van Justitie stappen.

### Raad van de Europese Unie
De Raad van de Europese Unie (ook wel Raad van Ministers genoemd) is een raad samengesteld uit de ministers van alle lidstaten. Om de zoveel tijd komen alle ministers van een bepaalde bevoegdheid bijeen om hun vakgebied te behandelen. Als er bijvoorbeeld gedebatteerd moet worden over milieukwesties, dan komen alle ministers van milieu samen. Samen met het parlement hebben ze een belangrijke wetgevingstaak.

### Europees Parlement

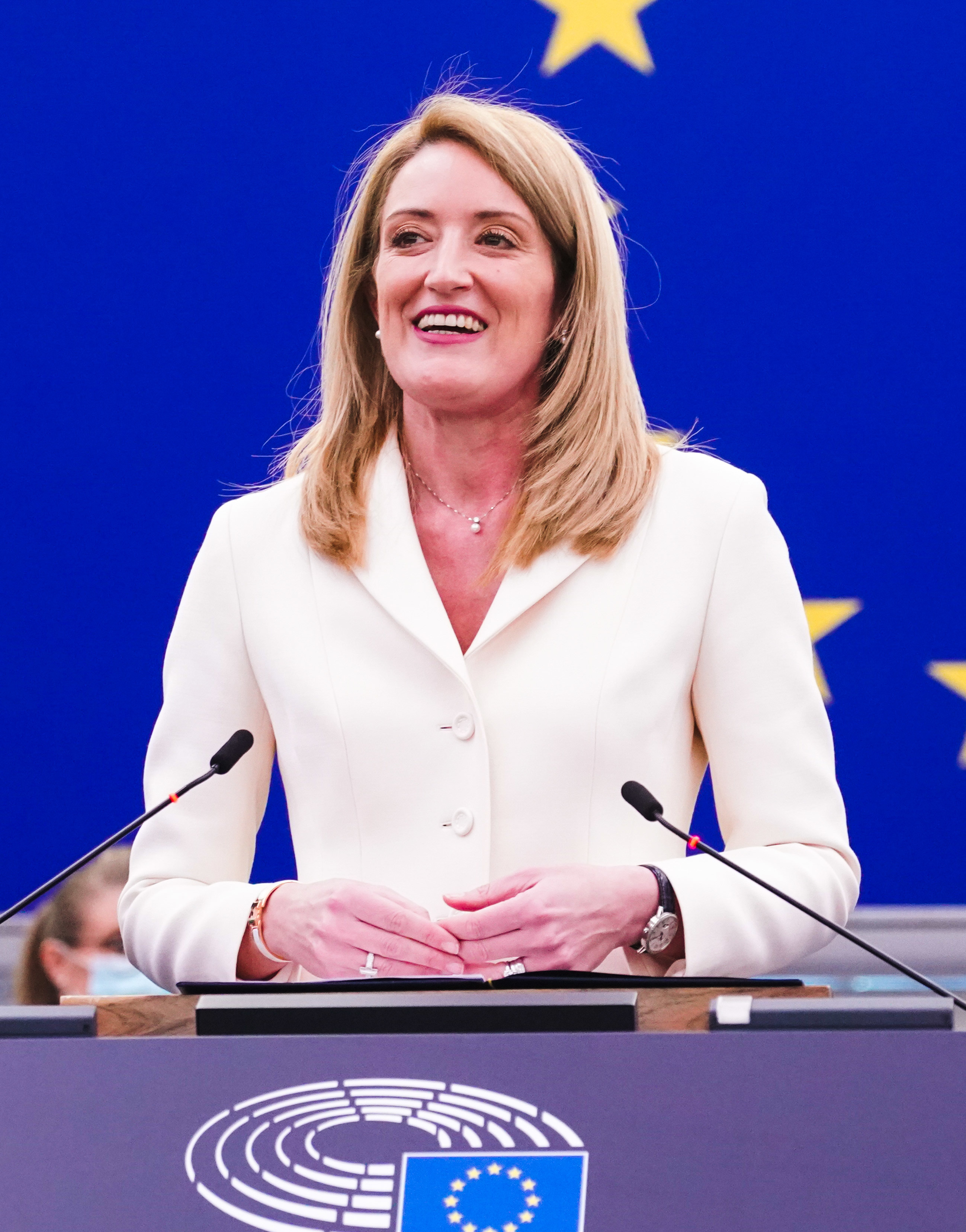
Voorzitter van het Europees Parlement: Roberta Metsola

Het Europees Parlement bestaat uit 720 leden afkomstig uit de 27 lidstaten. Ze worden rechtstreeks verkozen in de Europese verkiezingen die om de 5 jaar plaatsvinden. Het Europees Parlement kan beslissen over heel wat Europese wetgeving. Het Europees parlement heeft ook een controlefunctie. Parlementsleden kunnen vragen stellen aan de Commissie en uitleg vragen over bepaalde plannen. Zij groeperen zich niet volgens nationaliteit maar volgens Europese Partijen. Er is geen vaste meerderheid en vaste oppositie in het Europees Parlement.

### Europese Raad

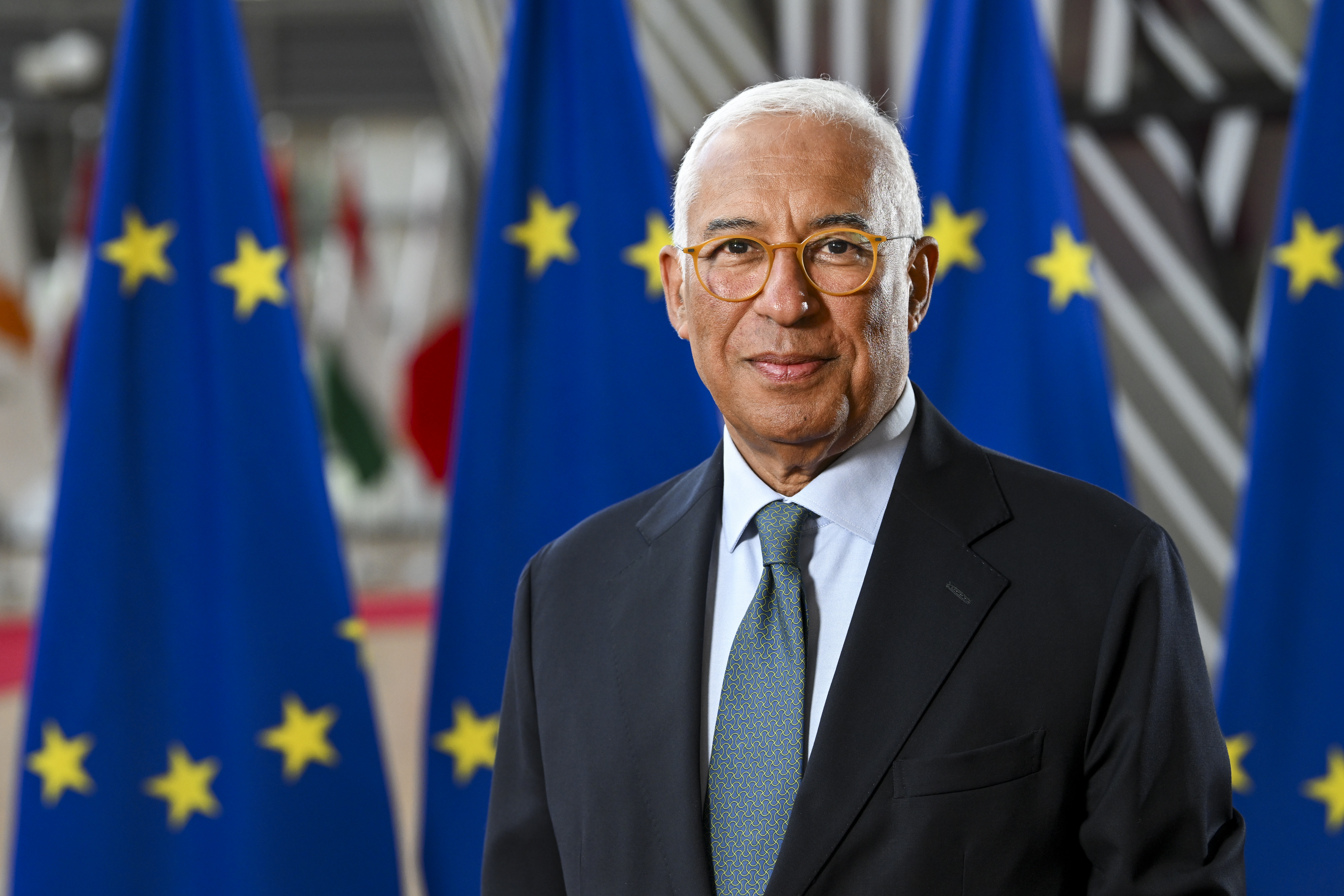
Voorzitter van de Europese Raad: António Costa

De Europese Raad is de samenkomst van staatshoofden en regeringsleiders van de EU-lidstaten.
Naast de regeringsleiders van de 27 lidstaten van de Europese Unie bestaat de raad ook uit de Voorzitter van de Europese Raad en de voorzitter van de Europese Commissie. De hoge vertegenwoordiger van de Unie voor Buitenlandse Zaken en Veiligheidsbeleid neemt ook deel aan de vergaderingen van de Europese Raad.
De Raad, die vier keer per jaar vergadert om de politieke agenda van de Unie te bepalen en impulsen te geven voor verdere integratie, wordt beschouwd als het hoogste orgaan van de Europese Unie.

## Niet-politieke instellingen

### Europese Centrale Bank
De Europese Centrale Bank is de centrale bank voor de eurozone (de lidstaten die de euro hebben ingevoerd) en controleert het monetair beleid in dat gebied. Zijn voornaamste taak is het behouden van de prijsstabiliteit. Het speelt een centrale rol in het Europees Stelsel van Centrale Banken, dat alle nationale centrale banken van de EU bevat.

### Hof van Justitie van de Europese Unie
Het Hof van Justitie van de Europese Unie is de juridische tak van de EU. Het is verantwoordelijk voor het uitleggen en toepassen van de Europese verdragen. Het bestaat uit het Hof van Justitie, het Gerecht en gespecialiseerde rechtbanken.

### Europese Rekenkamer
De Europese Rekenkamer controleert de inkomsten en uitgaven van de Europese Unie. In haar jaarverslag neemt de rekenkamer ook een betrouwbaarheidsverklaring op, waardoor het Europees Parlement en de Europese Raad in kunnen beoordelen of de Europese begroting correct wordt beheerd.

## Locaties
De instellingen van de Europese Unie zijn niet geconcentreerd in één enkele ‘hoofdstad’, maar zijn gaandeweg door verschillende verdragen vastgelegd.

|  | Brussel      |                                                                                       | Commissie Raad van de Europese Unie Europese Raad Parlement (2e zetel) Economisch en Sociaal Comité Comité van de Regio's |
|  | Straatsburg: | Parlement                                                                             | |
|  | Luxemburg:   | Parlement (Secretariaat) Raad (2e zetel) Hof van Justitie Rekenkamer Investeringsbank | |
|  | Frankfurt:   | Centrale Bank                                                                         | |

Europees Parlement · Europese Raad · Raad van de Europese Unie · Europese Commissie

Hof van Justitie van de Europese Unie · Europese Centrale Bank · Europese Rekenkamer